# Itamogi
Itamogi este un oraș în Minas Gerais (MG), Brazilia.